# شناص
 شهرستان شناص  (به عربی:  ولایة شناص )       یکی  از شهرستانهای استان باطنه شمالی در   منطقهٔ باطنه  در کشور پادشاهی عمان است.

## جمعیت
جمعیت آن  در حدود ۴۸  هزار نفر می‌باشد.